# Église Saint-Corneille-et-Saint-Cyprien de Tennie
L'église Saint-Corneille-et-Saint-Cyprien est une église catholique située à Tennie, en France.

## Localisation
L'église est située dans le département français de la Sarthe, dans le bourg de Tennie.

## Architecture
L'église est classée au titre des monuments historiques depuis le 11 décembre 1912.